# Vicente Calderón Pérez-Cavada
Vicente Calderón Pérez-Cavada (Torrelavega, Cantàbria, 27 de maig de 1913 - Madrid, 24 de març de 1987) va ser un empresari espanyol que va presidir el Club Atlètic de Madrid durant 21 anys.

## Biografia
Calderón, orfe des dels vint anys, va haver d'obrir-se camí pel seu compte, i després de passar per diverses feines, la seva capacitat de treball li va permetre consolidar-se com un fructífer home de negocis. Desenvoluparia la seva trajectòria professional fonamentalment a Madrid, tot i que també va tenir importants lligams amb la localitat valenciana de Gandia, lloc al qual pel seu exprés desig, va ser enterrat.
De precària salut, la seva mort va tenir lloc a causa d'un infart el 24 de març de 1987.

## President de l'Atlètic de Madrid
El 21 de gener de 1964 dimití Javier Barroso com a president de l'Atlètic de Madrid, amb el club sumit en una greu crisi esportiva i econòmica. Vicente Calderón n'assumí la presidència de forma provisional, amb el suport de Manuel Olalde i altres directius i el 17 de març d'aquell mateix any fou elegit president.
En poc temps aconseguí desbloquejar la difícil situació econòmica, que tenia bloquejada la construcció del nou estadi que, en substitució del vell Metropolità, s'estava construint a la riba del Manzanares des de 1961. En tan sols dos anys, l'Atlètic de Madrid finalitzà la construcció de l'Estadi del Manzanares que s'inaugurà el 1966. Poc després, en agraïment a la gestió del seu president, l'estadi passaria a portar el seu nom, Estadi Vicente Calderón.
El club, sota la presidència de Calderón, inicià una etapa en què aconseguiria un destacat palmarès esportiu i una certa estabilitat en el camp econòmic.
El 16 de juny de 1980 Vicente Calderón dimití al capdavant de l'Atlètic de Madrid, i el club entrà en una fase complicada, amb una polèmica presidència (la d'Alfonso Cabeza) i fins a tres presidents provisionals. Tot això provocà que el 23 de juliol de 1982 l'Assemblea General del Club tornés a seleccionar com a president Vicente Calderón, que prendria possessió unes setmanes més tard.
La nova etapa de Calderón al capdavant del club no tindria els mateixos èxits de la primera, en un moment molt més complex per al futbol. Tot i així, aconseguiria una nova Copa del Rei.